# ديبورا ارين
ديبورا ارين (بالإنجليزية: Deborah Warren)‏ هي كاتِبة وشاعرة أمريكية، ولدت في 1946 في بوسطن في الولايات المتحدة.